# Stazione di Dormelletto Paese
Stazione di Dormelletto Paese vasútállomás Olaszországban, Dormelletto településen.

## Vasútvonalak
Az állomást az alábbi vasútvonalak érintik:
- Arona–Novara-vasútvonal

## Kapcsolódó állomások
A vasútállomáshoz az alábbi állomások vannak a legközelebb:
- Stazione di Arona
- Stazione di Borgo Ticino
- Arona old railway station